# Llenguatge tecnològic
El llenguatge tecnològic és, a grans trets, el nom que rep el vocabulari que sorgeix arrel de l'aparició de noves tecnologies o tècniques i que, acceptat o no, s'instaura fortament a la societat. El llenguatge com a tal és canviant, no té una estructura inmutable ni definida, sinó que és fecund a constants transformacions i revisions: algunes paraules desapareixen, d'altres n’apareixen, l'ús d'algunes paraules creix, l'ús d'altres decreix. La tecnologia està molt vinculada al canvi del llenguatge, perquè en gran manera és l'agent que marca la manera en què les persones es relacionen i comuniquen entre elles, de tal forma que l'avenç tecnològic i l'aparició de tecnologies noves implica, també, l'aparició de nous termes. Aleshores, precisament a causa de tot l'anterior, el diccionari i el llenguatge han d'ésser objectes de revisió sovint. Un altre factor que afavoreix la incorporació de noves paraules relacionades amb la tecnologia és la globalització que, conjuntament amb l'aparició d'Internet i la creació de les xarxes socials, provoca que els termes que neixen a la red es transportin de manera ràpida a qualsevol país, incorporant-lo immediatament en el diccionari del territori. És aquest el perquè del fet que hi hagi tants anglicismes a l'idioma espanyol, com “email” o “chat”, puix que arriben i s'integren gairebé instantàniament al llenguatge oral, la qual cosa de vegades implica que s'instal·lin de forma definitiva al diccionari. Per exemple, les paraules “clic”, “clicar” o “tui” estan acceptades per la RAE (Real Academia Española). Alguns dels conceptes fonamentals que conformen el llenguatge tecnològic són els següents:

## Metadades
Concepte pertanyent al camp de la tecnologia i la informació que es refereix, essencialment, a les dades sobre dades. Es tracta d'un concepte molt més familiar de què se sol pensar: les etiquetes dels productes que es compren a les botigues, la cartellera del cinema que es consulta al diari, les dades de contacte guardades al telèfon mòbil per a trucar a gent, el contingut de les portades dels llibres… tot l'anterior són metadades, i és que estan completament integrades a la vida quotidiana. Doncs el concepte “metadades” aplicat al camp tecnològic, es tracta de la informació amb què es descriuen les coses per a assolir un fi determinat, així com un element fonamental d'organització, classificació i descripció de la informació. Un exemple d'això són les metadades que conformen l'etiquetatge HTML dels codi font de les pàgines web, tot establint una organització dels continguts que s'hi presenten.

## Perifèric
En relació al camp informàtic, aquest terme es refereix a la denominació genèrica per a designar l'eina o dispositiu auxiliar i independent connectat a la unitat central de processament d'una computadora. Per tant, és perifèric un dispositiu que forma part de l'ordinador, encara que trobant-se fora del contenidor principal, o un element que sí es troba dintre del dit contenidor, però que és complementari al funcionament de l'ordinador. Un exemple és el ratolí, el teclat o les càmeres web.

## Plugin
Els plugins són petits programes complementaris que amplien les funcions d'aplicacions web i programes d'escriptori. Per norma general, quan s'instal·la un plugin, el programari en qüestió adquireix una nova funció. La majoria dels usuaris coneixen els plugins pels navegadors web, i si, per exemple, desitja visualitzar documents en PDF en aquests programes de client, s'ha d'instal·lar primerament un plugin per l'Adobe Acrobat Reader o algun altre archiu PDF, atès que, si no s'instal·la, el navegador no serà capaç de processar les dades. No obstant això, els plugins no només usen navegadors web: ara ja s'han assentat en qualsevol programa i aplicació. El funcionament sempre és el mateix: la instal·lació del plugin implica l'ampliació del software amb noves funcions sense necessitat de retocar el codi font de tot el programa. L'ús dels plugins és possible gràcies a les interfícies de programació estandarditzades, més conegudes pel seu nom en anglès, Application Programming Interfaces (API). Aquestes unifiquen la transmissió de dades entre diferents parts de programes en accedir a biblioteques d'ús compartit. De forma simplificada, un plugin usa determinats elements del programa principal sense modificar el seu codi font. Per això es pot instal·lar més tard sense cap problema.

## Protocol d'Internet
El protocol d'Internet (IP), com a component fonamental de la família de protocols (una col·lecció d'uns 500 protocols de xarxa diferents), és un protocol no orientat a la connexió responsable de direccionament i fragmentació de paquets de dades en xarxes digitals. Juntament amb el protocol de transmissions (TCP o Transmission Control Protocol), IP asenta les bases d'Internet. Per a que el remitent pugui enviar un paquet de dades al destinatari, el protocol d'Internet defineix una estructura de paquets que agrupa les dades que s'han d'enviar. Així, l'Internet Protocol estableix com es descriu la informació sobre l'origen i el destinatari de les dades, i els separa de les dades útils de la capçalera IP. Un format de paquets com a tal rep el nom de datagrama IP.

## Software
El software és un conjunt de programes, instruccions i regles informàtiques que permeten executar diferents tasques en una computadora. Es considera que el software és l'equipament lògic i intangible d'un ordinador. En altres paraules, el concepte de software abasta totes les aplicacions informàtiques, com les processadores de textos, les plantilles de càlcul, els editors d'imatges, els reproductors d'àudio i els videojocs, entre d'altres. El software es desenvolupa mitjançant llenguatges de programació, que permeten controlar el comportament d'una màquina. Aquests llenguatges consisteixen en un conjunt de símbols i regles sintàctiques i semàntiques que defineixen el significat dels seus elements i expressions. Un llenguatge de programació permet als programadors del software especificar, de forma precisa, sobre quines dades ha d'operar una computadora. Dins dels tipus de software, un dels més importants és el software base o software de sistema, que permet a l'usuari tenir el control sobre el hardware i donar suport a altres programes informàtics. Els coneguts sistemes operatius, per exemple, que comencen a funcionar quan s'encén la computadora, són softwares base. La indústria del desenvolupament de software s'ha convertit en un protagonista important dins de l'economia global, ja que mou milions de dòlars l'any. La companyia més gran i popular del món que es dedica a aquest sector és “Microsoft”, fundada el 1975 per Bill Gates i Paul Allen.

## Sistema operatiu
Un sistema operatiu és un conjunt de programes que permeten a l'usuari treballar amb l'ordinador. El sistema operatiu es posa a funcionar en el mateix moment que aquest encén l'ordinador, i les parts més conegudes del sistema en qüestió són els sistemes de menús i finestres. Tot i que tradicionalment els sistemes operatius ja venien instal·lats a l'ordinador, cada cop és més sovint el fet de comprar l'ordinador i el sistema operatiu independentment, perquè les empreses s'han adonat que venent-ho separadament es guanyen més diners. En definitiva, es tracta d'un conjunt de programes que controlen el bon funcionament de l'ordinador, les funcions del qual es basen en gestionar les transferències d'informació internes, procurar la comunicació de l'ordinador amb els operadors, controlar l'execució dels programes amb la detecció d'errors, encadenar automàticament les feines, optimitzar els recursos i carregar i descarregar automàticament els programes en funció de la memòria, entre d'altres.

## SEO
El SEO (“Search Engine Optimization”, “Posicionament en buscadors” traduït al català”) és el conjunt de bones pràctiques que posicionen un web en un lloc privilegiat de la pàgina de resultats (SERP) d'un motor de cerca, una posició que ve donada en relació amb l'adequació del contingut de la pàgina al terme buscat per l'internauta, el nombre de visitants o el nombre d'enllaços interns o externs, que atorguen rellevància als resultats. Les pràctiques per a que un lloc web aparegui en bones posiciones rere una cerca les du normalment una empresa a qui els responsables de la pàgina web paguen per a que optimitzin la seva posició.

## CPC
El CPC o “Cost Per Clic” és una mesura relativa a les campanyes de mitjans pagats que indica el cost per cada clic en l'anunci. Diu quant val la pena invertir en un format d'anunci en la Internet. Es tracta d'una estratègia per mitjà de la qual els nous emprenedors digitals poden obtenir beneficis rere fer una inversió. En definitiva, el CPC és el valor cobrat pel clic d'un usuari en un anunci fet a Internet.

## Dummy
Un "dummy" és una persona novata o inexperta en el camp de la tecnologia. Més concretament, es tracta de persones sense gran coordinació física, habilitat o gràcia en el maneig de les eines tecnològiques. Són un sector propens a patir tecnoestrès.

## Llenguatge de programació
Un llenguatge de programació és un llenguatge informàtic utilitzat per controlar el comportament d'una màquina, normalment un ordinador. Cada llenguatge té una sèrie de regles sintàctiques i semàntiques estrictes que cal seguir per escriure un programa informàtic, i que en descriuen l'estructura i el significat respectivament. Aquestes regles permeten especificar tant la classe de dades amb què treballarà el programa com les accions que realitzarà. Mentre que alguns llenguatges es defineixen per una especificació formal (un document), altres són definits oficiosament per una implementació concreta (un compilador). Actualment existeixen milers de llenguatges de programació, i se'n creen de nous contínuament. Alguns dels més extensos són ASM, C, C++, C# i Java, tot i que els llenguatges de programació relacionats amb la web, com ara PHP i Javascript estan esdevenint més i més populars.

## Advertising
Advertising “publicitat” traduït al català, és una forma de comunicació de màrqueting utilitzada per a encoratjar, persuadir o manipular a una audiència per a prendre o seguir prenent una acció, sovint la compra de productes. Més comunament, el resultat desitjat és conduir el comportament del consumidor amb respecte a una oferta comercial, encara que la publicitat política i ideològica és igualment comuna (propaganda). El propòsit de la publicitat també pot ser assegurar els empleats o accionistes que una empresa és viable o reeixida. Els missatges publicitaris solen ser pagats pels patrocinadors i vistos a través de diferents mitjans antics: incloent-hi mitjans de comunicació tals com diaris, revistes, publicitat televisiva, publicitat per ràdio, publicitat exterior o correu directe: O nous mitjans, com blogs o llocs web de missatges de text. Els anunciants comercials sovint busquen generar un major consum dels seus productes o serveis a través de la “marca”, la qual cosa implica associar un nom de producte o imatge amb certes qualitats en la ment dels consumidors.

## Branding
El branding és el procés de definició i construcció d'una marca comercial mitjançant la gestió planificada de tots els processos gràfics, comunicatius i de posicionament que es duen a terme. És la gestió global de tots els elements tangibles i intangibles que rodegen la marca amb la finalitat de construir i transmetre una promesa que serà clau. Entre aquests s'inclouen la imatge corporativa, els colors empresarials, la identitat corporativa i les normes de l'estil empleades en la comunicació general de l'empresa. Totes aquestes accions influeixen i determinen el valor de la marca, aconseguint així el seu caràcter o valor distintiu, propi, rellevant i sostenible en el temps. L'objectiu de desenvolupar un branding encertat serà estendre la marca en el mercat, posicionar-la com a referent i ubicar-la en la ment dels consumidors de forma directa o indirecta, i aquest procediment consta dels següents elements: creació d'un nom, identitat corporativa, posicionament, lleialtat de marca i arquitectura de marca.

## Algorismes de continguts
Els algorismes són un conjunt d'instruccions o regles definides i no-ambigües, ordenades i finites que permeten, típicament, solucionar un problema, realitzar un còmput, processar dades i dur a terme altres tasques o activitats. A través d'un estat inicial i una entrada, seguint les passes successives, s'arriba a un estat final i s'obté una solució. Relacionat amb la tecnologia i els continguts, es tracta d'una sèrie de fórmules que apliquen i generen dades i estadístiques per a conèixer els interessos d'un usuari, tot establint comparacions entre allò que busca i allò que rebutja. La finalitat és oferir-li un contingut que li sigui d'interès. Ho utilitza xarxes socials com "TikTok" o "Instagram".

## Trànsit web
El trànsit web és un rànquing o llista en la qual es proporcionen dades i anàlisis comercials de trànsit sobre les webs amb relació a les altres pàgines web d'Internet. Aquest report de trànsit s'elabora a partir d'anàlisi de les paraules clau d'un web, el nombre de vegades que ha estat buscat dit web en un motor de cerca, el nombre de vegades que ha entrat al rànquing de tendències i la seva posició, la posició que ocupa en la SERP… que són aspectes que determinen la importància o rellevància d'una pàgina web en la xarxa. Una subsidiària que es dedica a aquesta activitat és “Alexa Internet”, de la companyia “Amazon”, que emmagatzema i aporta informació sobre aproximadament trenta milions de webs, com la posició que ocupen en el rànquing de rellevància, gràfiques de creixement o decreixement, nombre de visites, etc. Es tracta, en definitiva, de la quantitat de dades enviades i rebudes pels visitants d'un lloc web.

## Spam
Aquest terme, d'origen anglès, es refereix als missatges electrònics no desitjats, demanats o sol·licitats, el remitent dels quals és desconegut, i que són enviats indistintament a una quantitat molt elevada de persones. Es tracta d'una pràctica principalment publicitària, que té el fi de divulgar un producte o servei d'empresa.